# Litovel
Litovel é uma cidade checa localizada na região de Olomouc, distrito de Olomouc.